# 柴田光陽
柴田 光陽（しばた みつはる、1952年12月3日 - ）は、日本中央競馬会・栗東トレーニングセンターに所属していた元調教師。義理の父（妻の父）に布施正（元調教師）、義理の姉たち（妻の姉たち）の配偶者に新川恵（元調教師）、岩元市三（元調教師）らがいる。

## 来歴
1971年、栗東・柴田不二男厩舎所属の騎手候補生となる。
1972年、栗東・清田十一厩舎所属となる。
1975年、騎手免許を取得し、同厩舎所属で騎手デビューする。デビュー戦は3月1日で、サワヤカホマレに騎乗し5着、5月24日にサワヤカホマレに騎乗してレースを制し、初勝利を挙げた。
1977年、7月10日に金鯱賞をマチカネライコーに騎乗して制し、重賞初勝利を挙げた。
1980年、ワシントンDCインターナショナルでハシクランツに騎乗するためアメリカに遠征した。なおレースは8着だった。
1989年、2月に調教師免許を取得し騎手を引退する。騎手成績は、中央競馬通算2067戦184勝。
1990年、厩舎を開業し、3月3日に管理馬が初出走し、マチカネオハラハーが14着となり、4月20日にマチカネモユルが勝利し、のべ20戦目で管理馬が初勝利を挙げた。
1998年、11月21日に京都大障害（秋）をイチバンリュウが制し、管理馬が重賞初勝利を挙げた。
1999年、2月1日に地方競馬への管理馬初出走となった名古屋競馬場で行われた名古屋チャレンジカップ マンゴー賞にフェザンツフェザーが出走して4着となる。
2000年、2月21日に荒尾競馬場で行われたたんぽぽ賞をアイティースワローが制し、管理馬が地方初勝利を挙げた。
2004年、2月1日に中央競馬通算200勝を達成した。
2018年2月28日付けで調教師を勇退することになった。

## 騎手成績
| 通算成績 | 1着 | 2着 | 3着 | 騎乗数 | 勝率 | 連対率 |
| -------- | --- | --- | --- | ------ | ---- | ------ |
| 平地     | 175 | 180 | 213 | 1990   | .088 | .178   |
| 障害     | 9   | 16  | 3   | 77     | .117 | .325   |
| 計       | 184 | 196 | 216 | 2067   | .090 | .185   |

|            | 日付           | 競馬場・開催 | 競走名       | 馬名             | 頭数 | 人気 | 着順 |
| ---------- | -------------- | ------------ | ------------ | ---------------- | ---- | ---- | ---- |
| 初騎乗     | 1975年3月1日   | 2回中京5日3R | 4歳未勝利    | サワヤカホマレ   | 8頭  | 8    | 5着  |
| 初勝利     | 1975年5月24日  | 3回阪神1日1R | 4歳未勝利    | サワヤカホマレ   | 5頭  | 1    | 1着  |
| 重賞初騎乗 | 1975年12月14日 | 5回阪神6日9R | 阪神牝馬特別 | ユウナス         | 9頭  | 9    | 4着  |
| 重賞初勝利 | 1977年7月10日  | 3回中京8日7R | 金鯱賞       | マチカネライコー | 19頭 | 12   | 1着  |
| GI級初騎乗 | 1979年11月11日 | 5回阪神4日9R | 菊花賞       | ハシクランツ     | 18頭 | 11   | 2着  |

### 主な騎乗馬
- マチカネライコー（1977年金鯱賞）
- ハシクランツ（1980年サンケイ大阪杯、1981年鳴尾記念）
- ヒメガリトー（1981年アラブ大賞典（秋）、1982年アラブ大賞典（春））
- マルカセイコウ（1987年京阪杯）

その他
- ライトカラー

## 調教師成績
|            | 日付           | 競馬場・開催  | 競走名           | 馬名               | 頭数 | 人気 | 着順 |
| ---------- | -------------- | ------------- | ---------------- | ------------------ | ---- | ---- | ---- |
| 初出走     | 1990年3月3日   | 1回中京1日5R  | 4歳上500万下     | マチカネオハラハー | 16頭 | 10   | 14着 |
| 初勝利     | 1990年4月1日   | 3回阪神4日9R  | アザレア賞       | マチカネモユル     | 14頭 | 12   | 1着  |
| 重賞初出走 | 1990年4月29日  | 2回東京4日11R | 4歳牝馬特別      | マチカネモユル     | 16頭 | 11   | 10着 |
| GI初出走   | 1990年5月20日  | 3回東京2日10R | 優駿牝馬         | マチカネモユル     | 20頭 | 17   | 14着 |
| 重賞初勝利 | 1998年11月21日 | 6回京都5日9R  | 京都大障害（秋） | イチバンリュウ     | 9頭  | 3    | 1着  |

### 主な管理馬
- イチバンリュウ（1998年京都大障害（秋））
- テイエムサウスポー（2000年京王杯3歳ステークス）
- アイティースワロー（2001年たんぽぽ賞、霧島賞）
- カチドキリュウ（2001年クリスタルカップ）
- マイネルデスポット（2001年菊花賞2着、現京都競馬場所属誘導馬）
- アクティビューティ（2013年クイーン賞）